# Álope
En la mitología griega, Álope o Alope (Ἀλόπη) era una hija de Cerción y madre del héroe Hipotoonte por obra de Poseidón. El ateniense Quérilo, que compuso el drama Álope, dice que Cerción y Triptólemo eran hermanos, nacidos de la hija de Anfictión, y que el padre de Cerción era el propio Poseidón, en tanto que el de Triptólemo era Raro. Eurípides también escribió una tragedia, hoy día perdida, llamada Álope o Cerción.
Como Álope, hija de Cerción, era tan hermosa, Poseidón la abrazó, y de esta unión Álope engendró un infante a quien entregó a su nodriza para que fuera expuesto, pues no quería que Cerción se enterase. Cuando el niño hubo sido expuesto una yegua lo amamantó con su leche. Así un pastor, siguiendo a la yegua, vio al niño y lo tomó para sí. Cuando regresó a casa con un bebé ataviado con ropajes reales, otro pastor bondadoso le preguntó si podría quedarse con el niño. La primera vez se lo dio sin los ornamentos, y cuando la discordia azotó a ambos pastores, aquel que había tomado al niño demandó una prueba que demostrase que el niño había nacido salvaje, pero el otro se negó a entregárselo; entonces ambos se presentaron ante el rey Cerción y cada uno expuso sus argumentos. El que tomó el niño en segundo lugar demandó los ornamentos del niño, y cuando éstos fueron traídos a su presencia Cerción se dio cuenta de que esas joyan pertenecían a su hija. La nodriza de Álope, temiéndose una desgracia, reveló al rey que el chiquillo era de Álope, y éste ordenó que su hija fuese encerrada y ejecutada, y además el niño debería ser expuesto de nuevo. Una vez más la yegua volvió a alimentar al niño; los patores se lo volvieron a encontrar y también lo tomaron esta vez, pues creían que estaba bajo la protección de los dioses. Los pastores le pusieron nombre al niño, Hipótoo. Cuando Teseo se encontraba viajando desde Trecén mató a Cerción; Hipótoo, no obstante, fue junto Teseo y le preguntó por el reino de su padre. Teseo le entregó voluntariamente el trono cuando hubo descubierto que Hipótoo era hijo de Poseidón, quien reclamaba el nacimiento de su hijo. Poseidón convirtió finalmente el cuerpo de Álope en una fuente, que lleva su nombre.
Algunos refieren que Álope fue raptada y violada por Teseo. Se cree que el pueblo de Álope, en Tesalia, deriva su nombre de la muchacha. Se dice que de camino de Eleusis a Mégara se encuentra el sepulcro de Álope, quien murió después de haber dado a luz a Hipotoonte y que la muchacha murió a manos de su padre Cerción.
Graves conjetura que Higino se equivoca probablemente al decir que la túnica que llevaba Hipootonte estaba cortada del vestido de Álope; debe haber sido el pañal en el que estaban tejidas las marcas de su clan y familia.